# Köpenhamns befästning

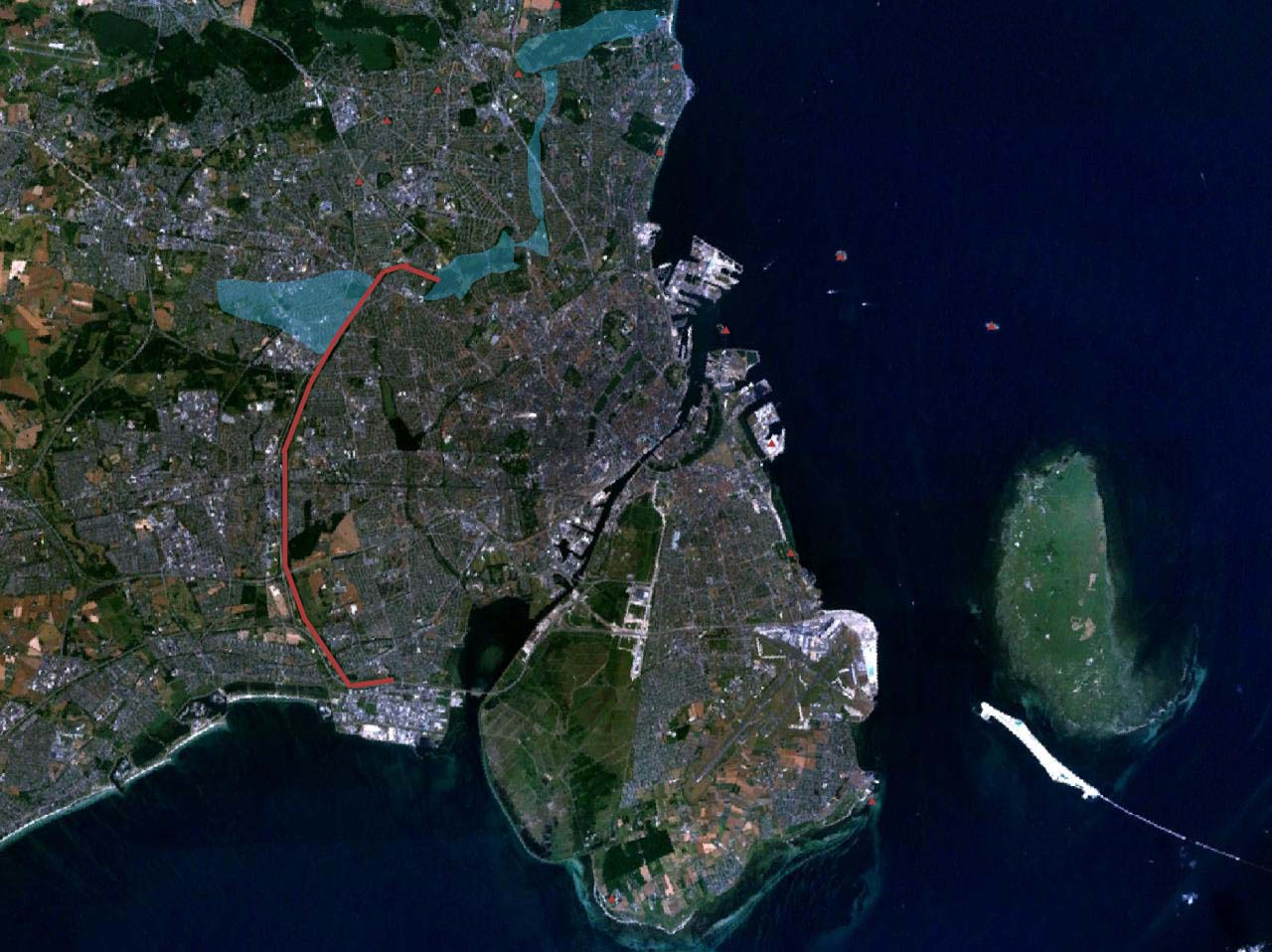
Den västra vallen med fort och batterier markerad med rött, översvämningsområden med blått

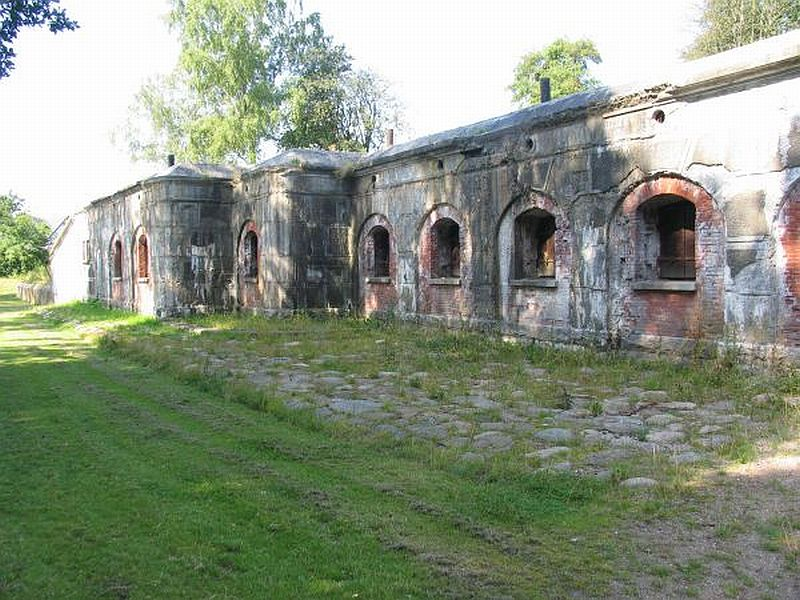
Fortunfortet

Köpenhamns befästning kan ses som Köpenhamns i ordningen tredje befästningssystem (de andra två var från medeltiden respektive renässansen), och bestod av militära anläggningar som uppfördes under andra hälften av 1800-talet. Köpenhamns befästning, vars mest kända del är Vestvolden, hade sin storhetstid från mitten av 1800-talet till slutet av första världskriget. Befästningen på landssidan lades ned 1920, medan den sjöbaserade befästningen (i Öresund) fanns kvar till 1922 (delvis till 1932). 